# Castenedolo

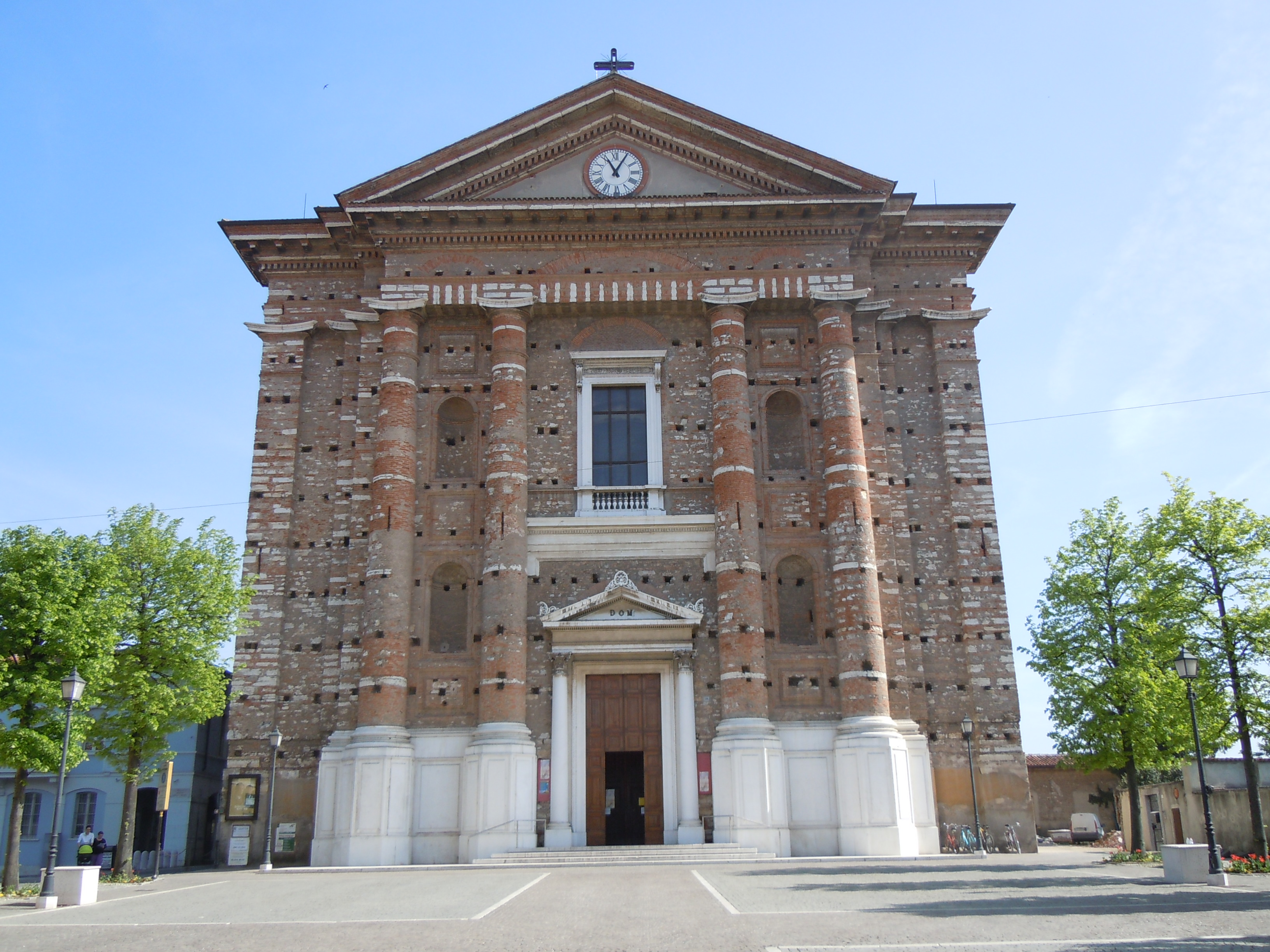
Parochiekerk van Castenedolo

Castenedolo is een gemeente in de Italiaanse provincie Brescia (regio Lombardije) en telt 11567 inwoners (31-12-2021). De oppervlakte bedraagt 26,2 km², de bevolkingsdichtheid is 356 inwoners per km².
De volgende frazioni maken deel uit van de gemeente: Alpino, Capodimonte.

## Demografie
Castenedolo telt ongeveer 3951 huishoudens. Het aantal inwoners steeg in de periode 1991-2001 met 12,1% volgens cijfers uit de tienjaarlijkse volkstellingen van ISTAT.
| Jaar | Inwoneraantal |
| ---- | ------------- |
| 1991 | 8259          |
| 2001 | 9257          |

## Geografie
Castenedolo grenst aan de volgende gemeenten: Borgosatollo, Brescia, Calcinato, Ghedi, Mazzano, Montichiari, Rezzato.